# Słoboda Mieżna
Słoboda Mieżna (biał. Межная Слабада; ros. Межная Слобода) – wieś na Białorusi, w obwodzie mińskim, w rejonie kleckim, w sielsowiecie Hołynka.
Znajduje się tu parafialna cerkiew prawosławna pw. Ścięcia Głowy św. Jana Chrzciciela.
W dwudziestoleciu międzywojennym miejscowość leżała w Polsce, w województwie nowogródzkim, w powiecie nieświeskim.